# Avenida Luis Gonzáles
La avenida Luis Gonzáles es una de las principales avenidas de la ciudad de Chiclayo, en el Perú. Se extiende de sur a norte en el distrito de Chiclayo a lo largo de 18 cuadras, delimitando parte del Centro Histórico. Se destaca por ser un importante eje comercial de la ciudad.

## Recorrido
Se inicia en la intersección con la avenida Francisco Bolognesi y termina en la intersección con la avenida Leguía.